# Русански манастир
Русанският манастир (на гръцки: Μονή Ρουσάνου) или „Света Варвара“ е един от шестте действащи православни манастири на Метеора, Гърция. Разположен е върху отвесна скала, югозападно от манастира „Преображение Господне“, между манастирите „Варлаам“ и „Света Троица“.

## История
Няма сигурни данни за произхода на името на манастира. Предполага се че името Русански (Ρουσάνου) е по името на основателя на обителта, който се наричал Русанос. Според други, първият ктитор бил
от селището Росана в Тесалия, и затова и манастирът носи това име. Според непотвърдени исторически извори, манастирът е изграден през 1388 г. от йеромонасите Никодим и Венедикт. Със сигурност обаче 165 години по късно манастирът е ремонтиран, а старите рухнали сгради - възстановени, от двама братя йеромонаси - Максим и Йоасаф от Янина, които се заселват на скалата и през 1545 година построяват и нов храм, посветен на Преображение Господне.
Манастирът неколкократно е опустошаван. Част от неговите реликви днес се съхраняват в манастира „Преображение Господне“ (Великия Метеор). По време на Гръцко-турската война през 1897 година зад стените на манастира намират убежище част от жителите на околните селища. През 1897 година са изградени два дървени моста за достъп до манастира, които заменят въжените стълби. През 1936 година дървените мостове са заменени с настоящите масивни мостове, изградени със средствата на Дафни Бака от селото Кастраки. През 1940 година манастирът е напуснат от монасите и запустява. През 1950 година старицата Евсевия от Кастраки сама поема грижите по запазване на манастира; след смъртта ѝ през 1971 година манастирът е затворен поради лошото му техническо състояние. През 1980-те години е реставриран от Гръцката археологическа служба и възобновява дейността си като женски манастир, заради което като получава второ име – „Света Варвара“.

## Католикон
Централният храм (католикон) на манастира е посветен на Преображение Господне. Църквата е кръстокуполна от атонски тип, с притвор. Изписана е през 1560 г. от неизвестни иконописци от Критската школа, с помощта на игумена Арсений, за което споменава изричен надпис на източната стена. Стенописите са запазени в добро състояние, независимо от изминалите над 400 години.
- Мъчения на светците
- Небесна литургия
- Свети Кирил Александрийски
- Второ пришествие